# Dirk Kuijt
Dirk Kuijt (Katwijk, 22 juli 1980), soms geschreven als Dirk Kuyt, is een voormalig Nederlands profvoetballer en voetbaltrainer. Hij speelde voor FC Utrecht, Feyenoord, Liverpool en Fenerbahçe SK. Kuijt was van 2004 tot en met 2014 international in het Nederlands voetbalelftal, waarvoor hij 104 wedstrijden speelde en 24 keer scoorde. Hij was van 2 juni tot 24 november 2022 hoofdtrainer van ADO Den Haag. Later volgde dienstverbanden bij Beerschot VA en Dordrecht.

## Clubcarrière

### Quick Boys
Kuijt begon zijn voetbalcarrière bij de amateurs van Quick Boys. In maart 1998 kwam hij bij het eerste team en speelde zes wedstrijden, waarin hij drie doelpunten maakte, in de Hoofdklasse van het amateurvoetbal. Samen met zijn teamgenoot Hendrik van Beelen vertrok hij in 1998 naar FC Utrecht.

### FC Utrecht
Hij speelde vijf seizoenen voor FC Utrecht en speelde in totaal 160 competitiewedstrijden. Zijn laatste wedstrijd voor de club was de KNVB beker-finale van 1 juni 2003. Deze finale speelde hij tegen zijn toekomstige club Feyenoord. FC Utrecht won deze wedstrijd met 4-1, mede door een doelpunt van Kuijt.

### Feyenoord
Vanaf het seizoen 2003/2004 kwam hij uit voor Feyenoord. De transfersom bedroeg 1 miljoen euro. Kuijt maakte zijn eerste goals voor Feyenoord op 14 september 2003 in de uitwedstrijd tegen AZ. Hij scoorde in deze wedstrijd tweemaal, waarvan één strafschop. In het seizoen 2004/2005 werd Kuijt topscorer van de Eredivisie met 29 competitiedoelpunten. Kuijt kreeg het vertrouwen van de nieuwe trainer Ruud Gullit. Deze gaf hem de opdracht mee dat hij Kuijt alleen wilde zien in het 16-meter gebied van de tegenstander. Kuijt moest een echte goalgetter worden. Dit kwam direct tot uiting in de eerste competitiewedstrijd van dat seizoen tegen de Graafschap. Kuijt maakte de eerste drie Feyenoord doelpunten in de met 6-1 gewonnen wedstrijd. In dat seizoen kreeg hij een goede klik met mede-aanvaller Salomon Kalou. Bij heel veel goals was Kalou de aangever van Kuijt of andersom. Ze hadden de bijnaam K2.
Met ingang van het seizoen 2005/06 werd Kuijt aanvoerder onder trainer Erwin Koeman. Feyenoord begon dit seizoen goed door de eerste 6 wedstrijden te winnen. Kuijt maakte in deze eerste wedstrijden 6 doelpunten. Na de derde competitiewedstrijd uit tegen Ajax, die Feyenoord met 1-2 won, gaf Kuijt aan de rest van het seizoen bij Feyenoord te willen blijven. Hij had de ambitie om met Feyenoord naar de Coolsingel te gaan. In dat seizoen streed Feyenoord ook lang mee om de landstitel, maar verloor uiteindelijk in de tweede seizoenshelft de race van PSV. In de play-offs tegen Ajax ging het vervolgens helemaal mis. Feyenoord verloor beide wedstrijden en plaatste zich zo niet voor de UEFA Champions League. Kuijt baalde hier zo van dat hij na de wedstrijden zijn emoties niet de baas kon worden. Hij verliet het veld in tranen, balend van het feit dat hij weer een teleurstellend seizoen had gedraaid met zijn club. Kuijt werd in dat seizoen uiteindelijk wel verkozen tot Speler van het jaar van de Nederlandse competitie. Hij won deze prijs voor de tweede maal. Na dat seizoen werd hij in verband gebracht met transfers naar Liverpool en Newcastle United.
Kuijt miste op 12 april 2006 de uitwedstrijd tegen PSV. Dit was de enige wedstrijd die hij niet speelde voor Feyenoord. Vanaf maart 2001 en de 12 april 2006 miste Kuijt niet één wedstrijd van z'n club. Hij speelde 179 wedstrijden achter elkaar.
Jaren later gaf Kuijt aan in een reportage van Feyenoord TV een goede tijd te hebben gehad bij Feyenoord. Kuijt vond dat hij er als voetballer en als mens was gegroeid. Ook zou hij nog altijd graag een keer terugkeren als voetballer bij de club. Kuijt gaf ook een top drie doelpunten van zijn tijd bij Feyenoord:
1. 5 februari 2006, Feyenoord - Ajax, uitslag 3-2, doelpunt Kuijt 3-1
2. 11 april 2004, Feyenoord - Ajax, uitslag 1-1, doelpunt Kuijt 1-1
3. 18 september 2005, Feyenoord - sc Heerenveen, uitslag 5-1, doelpunt Kuijt 1-1

### Liverpool

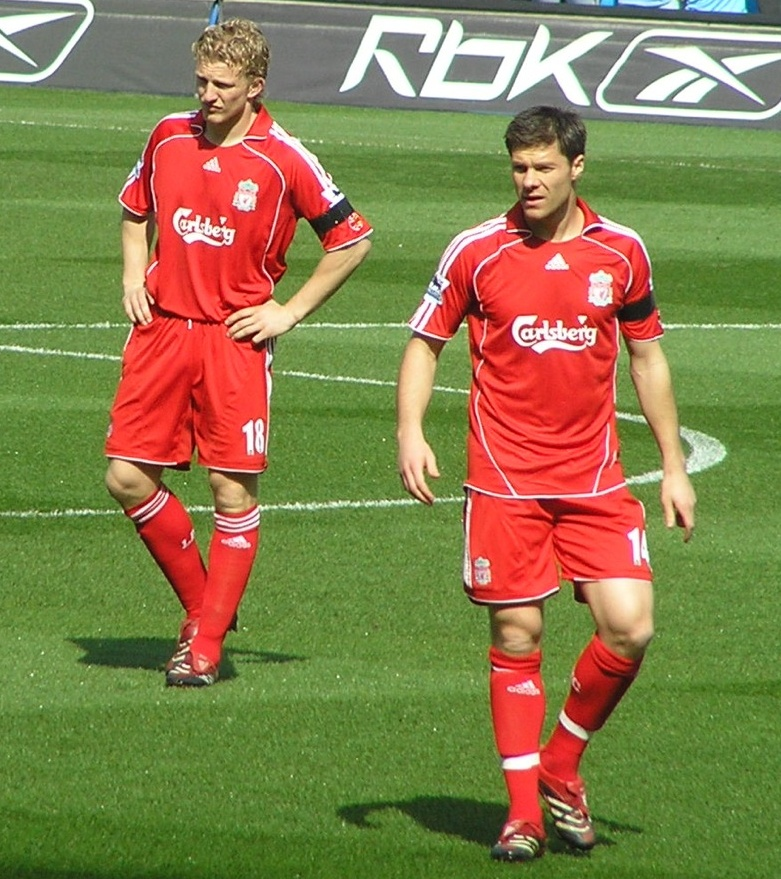
Kuijt (links) bij Liverpool, met Xabi Alonso

Vanaf het seizoen 2006/2007 stond Kuijt onder contract bij Liverpool FC. Hij tekende een contract voor vier jaar met een transfersom van 10 miljoen pond.
Op woensdag 19 mei 2007 werd bij Quick Boys de Dirk Kuijt-tribune geopend. Omdat Kuijt Champions Leagueverplichtingen bij zijn club had, werd de tribune geopend door zijn dochtertje. Op woensdag 23 mei 2007 maakte Kuijt zijn eerste doelpunt in de Champions League, in de finale tussen Liverpool en AC Milan. Hij scoorde in de 89ste minuut en verkleinde daarmee de achterstand naar 1-2.
In het seizoen 2007–2008 was alles bij zijn club Liverpool erop gericht om het landskampioenschap te behalen. Dit doel raakte echter al snel buiten beeld. In de halve finale van de Champions League scoorde Kuijt tegen Chelsea, maar dit was niet genoeg om de finale te bereiken. Op zaterdag 6 februari 2010 scoorde Kuijt zijn vijftigste doelpunt als speler voor Liverpool in de thuiswedstrijd tegen Everton. In het seizoen 2010–2011 was Dirk Kuijt topscorer bij Liverpool.

### Fenerbahçe SK
Op 3 juni 2012 werd bekend dat Kuijt een contract van drie jaar bij het Turkse Fenerbahçe SK uit Istanboel tekende. Na Pierre van Hooijdonk en Guus Hiddink werd hij de derde Nederlander bij de achttienvoudige Turkse kampioen. Kuijt speelde goed en scoorde 6 goals in 6 wedstrijden. Op 22 mei 2013 won Dirk Kuijt met Fenerbahçe SK in het Ankara 19 Mayisstadion de Fortis Türkiye Kupasi, de Turkse voetbalbeker. Hij won in 2014 voor het eerst in zijn carrière een landskampioenschap met Fenerbahçe.

### Terug naar Feyenoord
Kuijt tekende op vrijdag 10 april 2015 een eenjarig contract waarmee hij zich gedurende het seizoen 2015–2016 opnieuw verbond aan Feyenoord. Hij vierde zijn officieuze rentree op 12 juli in de oefenwedstrijd tegen Fortuna Düsseldorf (2-0) in Kufstein. Negen jaar na zijn laatste optreden voor de club uit Rotterdam-Zuid kwam hij voor het eerst sinds zijn terugkeer na rust binnen de lijnen als vervanger van Colin Kazim-Richards.
Bij zijn eerste competitiewedstrijd voor Feyenoord, op 8 augustus, scoorde Kuijt het winnende doelpunt: hij benutte in de tweede helft een strafschop tegen zijn voormalige werkgever FC Utrecht (3-2). Op 18 oktober 2015 en 25 oktober 2015 maakte Kuijt in de uitwedstrijd tegen SC Heerenveen (2-5) en in de thuiswedstrijd tegen AZ (3-1) een hattrick voor Feyenoord in twee opeenvolgende wedstrijden. De laatste Feyenoorder die dit presteerde was Piet Kruiver, die dit in 1964 deed. Kuijt won op 24 april 2016 met Feyenoord de KNVB beker door in de finale FC Utrecht met 2-1 te verslaan. Na afloop van het seizoen verlengde hij zijn contract bij Feyenoord tot medio 2017. In december 2016 gaf hij in het winterstopprogramma van Kees Jansma aan graag nog een jaar door te willen gaan met voetballen.
Op 5 april 2017 maakte hij zijn 150ste doelpunt in de Eredivisie. Op 14 mei 2017, in de kampioenswedstrijd van het seizoen 2016/2017, thuis tegen Heracles Almelo, scoorde Kuijt zijn 100ste doelpunt voor Feyenoord. Met zijn hattrick had hij een belangrijk aandeel in deze wedstrijd en dus de landstitel. Drie dagen later, op 17 mei, maakte hij bekend te stoppen met voetballen. Hij werd vanaf seizoen 2017/18 klaargestoomd voor een functie in het technisch management binnen de club. Martin van Geel fungeerde hierbij als zijn mentor. Per seizoen 2018/19 is Kuijt trainer van de Onder-19 van Feyenoord. Hij neemt die taak over van Cor Adriaanse.

### Terug bij Quick Boys
Kuijt maakte op 7 april 2018 kortstondig zijn rentree als voetballer voor Quick Boys, de club waar hij zijn carrière ooit begon en waar hij tevens fungeerde als assistent-trainer. Hij kwam drie keer in actie in de Derde divisie op zaterdag.

### Dirk Kuyt Testimonial
Op zondag 27 mei 2018 organiseerde Feyenoord voor Kuijt een afscheidswedstrijd. Hierin kwamen drie teams in actie. Een combinatie van oud- en huidig Feyenoord, een team met vrienden van Dirk (met spelers waar hij bij Liverpool en Fenerbahçe samen speelde) en een combinatie van de succesvolle teams van het Nederlands elftal in de jaren 2010 en 2014. Kuijt ontving uit handen van burgemeester Aboutaleb twee Rotterdamse prijzen: de Faas Wilkesprijs en de Wolfert van Borselenpenning.

## Clubstatistieken
| Seizoen         | Club            | Competitie      | Competitie | Competitie | Beker | Beker | Internationaal | Internationaal | Overig | Overig | Totaal | Totaal |
| Seizoen         | Club            | Competitie      | Wed.       | Dlp.       | Wed.  | Dlp.  | Wed.           | Dlp.           | Wed.   | Dlp.   | Wed.   | Dlp.   |
| --------------- | --------------- | --------------- | ---------- | ---------- | ----- | ----- | -------------- | -------------- | ------ | ------ | ------ | ------ |
| 1998/1999       | FC Utrecht      | Eredivisie      | 28         | 5          | 2     | 1     | —              | —              | —      | —      | 30     | 6      |
| 1999/2000       | FC Utrecht      | Eredivisie      | 32         | 6          | 4     | 4     | —              | —              | —      | —      | 36     | 10     |
| 2000/2001       | FC Utrecht      | Eredivisie      | 32         | 13         | 5     | 3     | —              | —              | —      | —      | 37     | 16     |
| 2001/2002       | FC Utrecht      | Eredivisie      | 34         | 7          | 3     | 3     | 4              | 1              | —      | —      | 41     | 11     |
| 2002/2003       | FC Utrecht      | Eredivisie      | 34         | 20         | 4     | 2     | 2              | 1              | —      | —      | 40     | 23     |
| Club totaal     | Club totaal     | Club totaal     | 160        | 51         | 18    | 13    | 6              | 2              | —      | —      | 184    | 66     |
| 2003/2004       | Feyenoord       | Eredivisie      | 34         | 20         | 2     | 1     | 4              | 1              | —      | —      | 40     | 22     |
| 2004/2005       | Feyenoord       | Eredivisie      | 34         | 29         | 3     | 4     | 7              | 3              | —      | —      | 44     | 36     |
| 2005/2006       | Feyenoord       | Eredivisie      | 33         | 22         | 1     | 0     | 2              | 1              | —      | —      | 36     | 23     |
| Club totaal     | Club totaal     | Club totaal     | 101        | 71         | 6     | 5     | 13             | 5              | —      | —      | 120    | 81     |
| 2006/2007       | Liverpool       | Premier League  | 34         | 12         | 3     | 1     | 11             | 1              | —      | —      | 48     | 14     |
| 2007/2008       | Liverpool       | Premier League  | 32         | 3          | 4     | 1     | 12             | 7              | —      | —      | 48     | 11     |
| 2008/2009       | Liverpool       | Premier League  | 38         | 12         | 2     | 0     | 11             | 3              | —      | —      | 51     | 15     |
| 2009/2010       | Liverpool       | Premier League  | 37         | 9          | 3     | 0     | 13             | 2              | —      | —      | 53     | 11     |
| 2010/2011       | Liverpool       | Premier League  | 33         | 13         | 1     | 0     | 7              | 2              | —      | —      | 41     | 15     |
| 2011/2012       | Liverpool       | Premier League  | 34         | 2          | 11    | 3     | —              | —              | —      | —      | 45     | 5      |
| Club totaal     | Club totaal     | Club totaal     | 208        | 51         | 24    | 5     | 54             | 15             | —      | —      | 286    | 71     |
| 2012/2013       | Fenerbahçe SK   | Süper Lig       | 31         | 8          | 7     | 2     | 17             | 7              | 1      | 0      | 56     | 17     |
| 2013/2014       | Fenerbahçe SK   | Süper Lig       | 32         | 10         | —     | —     | 4              | 0              | 1      | 0      | 37     | 10     |
| 2014/2015       | Fenerbahçe SK   | Süper Lig       | 32         | 8          | 4     | 2     | —              | —              | 1      | 0      | 37     | 10     |
| Club totaal     | Club totaal     | Club totaal     | 95         | 26         | 11    | 4     | 21             | 7              | 3      | 0      | 130    | 37     |
| 2015/2016       | Feyenoord       | Eredivisie      | 32         | 19         | 6     | 4     | —              | —              | —      | —      | 38     | 23     |
| 2016/2017       | Feyenoord       | Eredivisie      | 31         | 12         | 2     | 3     | 5              | 0              | 1      | 0      | 39     | 15     |
| Club totaal     | Club totaal     | Club totaal     | 164        | 102        | 14    | 12    | 18             | 5              | 1      | 0      | 197    | 119    |
| Carrière totaal | Carrière totaal | Carrière totaal | 627        | 230        | 67    | 34    | 99             | 29             | 4      | 0      | 797    | 293    |

## Interlandcarrière

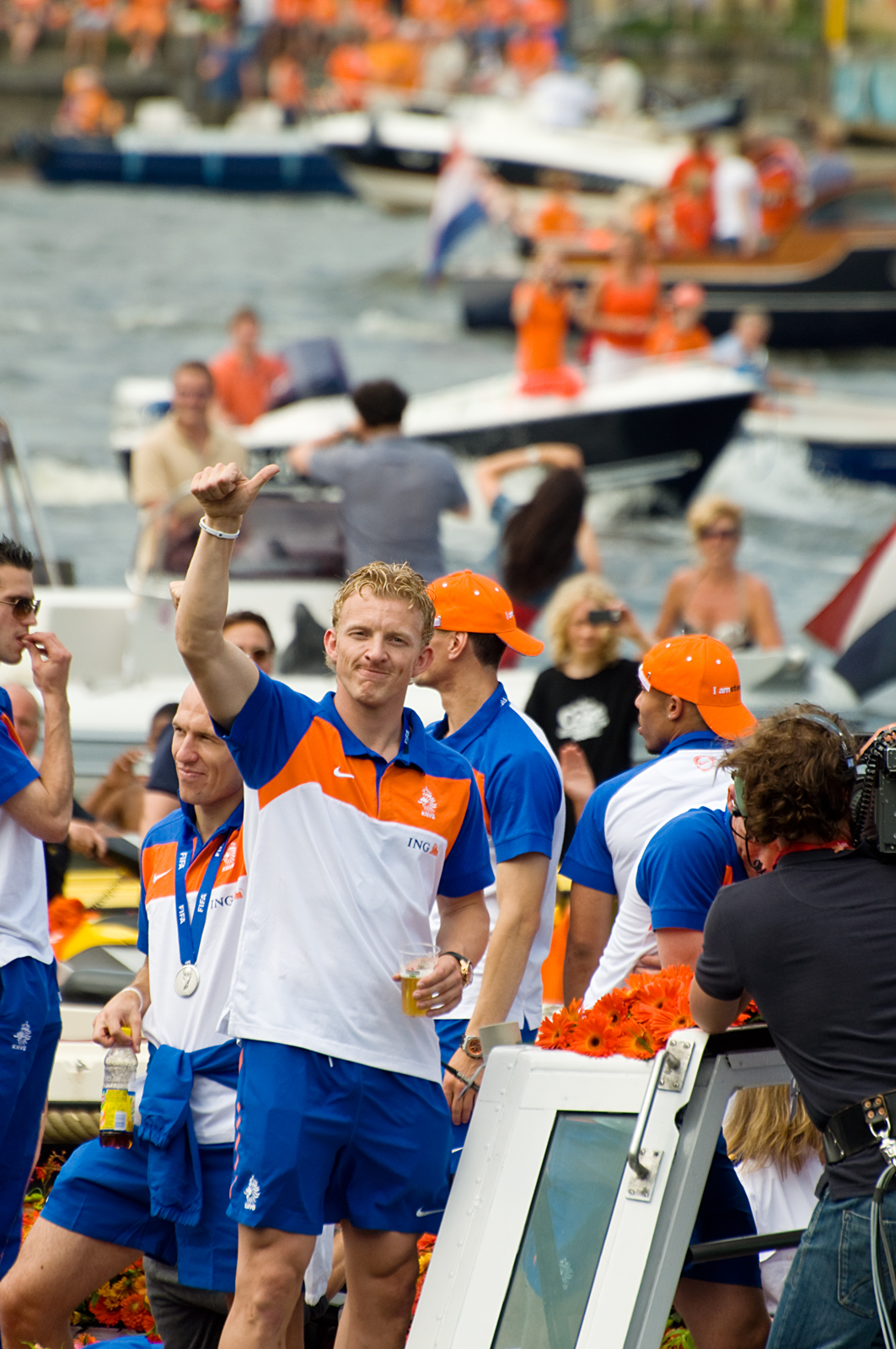
Kuijt tijdens de huldiging van het Nederlands voetbalelftal

Kuijt maakte op 3 september 2004 zijn debuut voor het Nederlands voetbalelftal in de met 3-0 gewonnen wedstrijd tegen Liechtenstein. Bondscoach Marco van Basten selecteerde hem vanaf die wedstrijd voor elke interland. Zijn eerste goal voor Nederland maakte hij op 9 oktober 2004 in de uitwedstrijd tegen Macedonië. Kuijt was ook actief op het WK 2006 in Duitsland, waar hij twee wedstrijden (tegen Argentinië en Portugal) in de basis startte. In de wedstrijd tegen Portugal kreeg Kuijt de voorkeur in de spits ten koste van Ruud van Nistelrooij.
Na dit toernooi gaf Kuijt aan dat hij de ambitie had om vaste spits te worden van het Nederlands elftal. Dit lukte niet door de opkomst van Klaas-Jan Huntelaar. In die jaren was hij vaak rechter-aanvaller. Na even buiten beeld gebleven te zijn bij bondscoach Marco van Basten speelde Kuijt zich weer in de selectie van het Nederlands Elftal voor het EK van 2008 in Zwitserland en Oostenrijk. Tijdens dit toernooi lukte het hem, mede door (lichte) blessures van Arjen Robben en Robin van Persie, om een basisplaats af te dwingen op de rechtsbuitenpositie. In de eerste groepswedstrijd tegen Italië had Kuijt de assist op de 2-0 en de 3-0. In de tweede groepswedstrijd tegen Frankrijk scoorde Kuijt de 1-0 uit een hoekschop van Rafael van der Vaart. In de derde groepswedstrijd tegen Roemenië was Nederland al zeker van de tweede ronde, en werden de mindere goden opgesteld. Toch mocht Kuijt in deze wedstrijd nog invallen. In de verloren kwartfinale tegen Rusland stond Kuijt weer in de basis.
Ook op het wereldkampioenschap voetbal 2010 was hij lid van de selectie. Tijdens dit toernooi kreeg Kuijt veel kritiek te verduren, onder meer van analist Johan Derksen. Derksen pleitte voor de zogenaamde grote vier, namelijk de spelers Sneijder, Van der Vaart, Van Persie en Robben. Kuijt kreeg echter wel een basisplek van bondscoach Bert van Marwijk. Tijdens het WK scoorde hij eenmaal en gaf hij drie assists. In de wedstrijd tegen Brazilië gaf Kuijt de assist op Sneijders 2-1. Ook had Kuijt een basisplaats in de WK-finale tegen Spanje. Hij werd na 71 minuten gewisseld voor Eljero Elia.
Kuijt maakte ook na het WK steeds deel uit van de selectie. Hij werd topscorer van het Nederlands Elftal over het kalenderjaar 2011 met 7 doelpunten. In de aanloop van het EK 2012 werd duidelijk dat Van Marwijk ging kiezen voor Ibrahim Afellay op de plaats van Kuijt. Kuijt zou het met name moeten hebben van invalbeurten. Na het EK gaf Kuijt aan beschikbaar te blijven voor het Nederlands Elftal. Ondanks zijn leeftijd op dat moment (32 jaar) en de kritieken op zijn spel zegt Kuijt er altijd te staan als het team hem nodig heeft. De nieuwe bondscoach Louis van Gaal zegt tijdens zijn eerste persconferentie Kuijt als voetballer zeer te waarderen en geeft aan dat Kuijt zijn tweede aanvoerder is, na Wesley Sneijder.
Kuijt moest in november 2013 afzeggen voor de oefenduels tegen Colombia en Japan wegens een hamstringblessure. Op 5 mei 2014 werd Kuijt door Van Gaal opgeroepen voor een trainingsstage in Hoenderloo, ter voorbereiding op het wereldkampioenschap. Ook behoorde hij tot de voorselectie, die op 13 mei bekendgemaakt werd. Hij behoort uiteindelijk tot de definitieve WK-selectie, die Van Gaal op 31 mei bekendmaakte. Op het WK zat hij de eerste twee wedstrijden op de reservebank, maar in de derde groepswedstrijd tegen Chili startte Kuijt in de basis, in tegenstelling tot voorheen als linksback.
Op 29 juni 2014 speelde Kuijt zijn honderdste interland in het met 1-2 gewonnen WK-duel tegen Mexico. Hij is de zevende Nederlander die de grens van honderd interlands heeft bereikt.
Op 3 oktober 2014 maakte Dirk Kuijt onverwacht bekend dat hij zou stoppen als international. Hij speelde op 4 september 2014 tegen Italië zijn laatste interland. Hij speelde 104 duels voor het Nederlands Elftal.
Bondscoach Danny Blind wilde Kuijt oproepen voor de kwalificatiewedstrijden tegen Kazachstan en Tsjechië, belangrijke wedstrijden die Nederland moest winnen om nog kans te willen maken op plaatsing voor de Europese kampioenschappen een jaar later. Kuijt wilde wel, maar volgens Blind alleen als hij in de basis kwam te staan. Die toezegging weigerde Blind naar eigen zeggen te doen. Kuijt ontkende tegenover dagblad De Telegraaf dat hij een basisplaats opeiste, maar gaf wel toe dat als hij opgeroepen zou worden, hij wel zou willen spelen. De Telegraaf citeerde hem als volgt: "Ik zei dat ik voor mijn gevoel alleen binnen de lijnen van waarde zou kunnen zijn en niet daarbuiten".

## Trainerscarrière

### Feyenoord Academy
Na het afsluiten van zijn voetballoopbaan werd Kuijt hoofdtrainer van Feyenoord O19. Hij volgde hier Cor Adriaanse op, die een van zijn assistenten werd. In zijn eerste seizoen als hoofdtrainer van het hoogste jeugdelftal verloor Kuijt op de laatste speeldag de koppositie en daarmee de landstitel aan directe concurrent (en tegenstander die dag) Ajax O19 dat werd getraind door John Heitinga. In het seizoen 2019/20 zou Kuijt gaan meelopen bij de nieuwe hoofdtrainer van Feyenoord Jaap Stam in het kader van zijn opleiding Coach Betaald Voetbal. Na het ontslag van Stam en de aanstelling van Dick Advocaat, plus het opkomende coronavirus in Nederland, zorgde ervoor dat Kuijt niet meer aanwezig was bij de trainingen van het eerste elftal. Na afloop van het seizoen zou Kuijt geen vaste hoofdtrainer van een elftal meer worden om zich te kunnen verdiepen in het trainersvak en langs te gaan bij verschillende oud-clubs. Echter bleef de coronacrisis roet in het eten gooien. Op 2 februari 2021 werd bekend dat Kuijt, die tot dan toe nog gewoon onder contract stond bij Feyenoord, zijn contract in goed onderling overleg had beëindigd.

### ADO Den Haag
Op 2 juni 2022 tekende Kuijt een eenjarig contract met een optie voor nog een jaar bij Eerste divisionist ADO Den Haag. Hij volgde er Giovanni Franken op, die er de laatste maanden van het voorgaande seizoen interim-trainer was, maar geen juiste trainerspapieren had. Op 24 november 2022 werd Kuijt wegens fors tegenvallende resultaten ontslagen.

### Beerschot
Na ruim een jaar ging Kuijt weer aan de slag als hoofdtrainer. Het Belgische Beerschot bood hem een nieuwe kans, waar hij op 3 januari 2024 begon en een contract tekende tot de zomer van 2024. De ploeg streed bij de aanstelling van Kuijt nog mee om het kampioenschap van de Eerste klasse B met nog vijf andere teams, waaronder Lommel en Zulte Waregem. Uiteindelijk werd Beerschot zonder zelf in actie te komen kampioen van de Eerste klasse B doordat nummer twee Dender onderuit ging tegen Zulte Waregem.
Kuijt tekende een jaar bij, maar de ploeg werd pas samengesteld in september en daarmee was er geen fatsoenlijke voorbereiding op het seizoen in de Eerste klasse A. Het bestuur van de club was zeer chaotisch met nauwelijks betrokken eigenaars. De club kreeg 20 miljoen aan schulden en spelers werden tijdens het seizoen verkocht. Een lichtpuntje was de 2-1 winst op het in oktober 2024 nog ongeslagen Anderlecht. Een blamage was het beachvolleybalveld in het eigen Olympisch Stadion, door Kuyt benoemd als grootste tegenstander. Beerschot eindigde afgetekend onderaan in de reguliere competitie en was kansloos in de degradatieplayoffs.

### Dordrecht
Kuijt vertrok na de degradatie bij Beerschot, waarna hij zijn handtekening zette onder een eenjarige verbintenis bij Dordrecht. Hier volgde hij een andere oud-jeugdtrainer van Feyenoord op, Melvin Boel.

## Nevencarrière
Kuijt is oprichter en ambassadeur van de Dirk Kuyt Foundation, die opgericht is op 14 november 2005. De voetballer maakt gebruik van zijn bekendheid en heeft hiermee sinds de oprichting diverse internationale instanties en sport- en ontwikkelingsprojecten gesteund.

## Televisiecarrière
Na zijn actieve voetbalcarrière ging Kuijt aan de slag als analist omtrent nationale en internationale voetbalwedstrijden voor verschillende televisiezenders. Dit doet hij niet wanneer hij in dienst is als voetbaltrainer van een club. Hij is sinds 2021 regelmatig te zien op RTL 7 bij wedstrijden om de UEFA Champions League en heeft hij ook wedstrijden geanalyseerd bij Ziggo Sport en ESPN.

### Documentaire
Dirk Kuijt verlengde in 2016 tot ieders verbazing zijn contract bij Feyenoord. Voetbaljaar 2016–2017 werd het jaar van z'n leven. Met een hattrick schoot hij zijn club Feyenoord op de laatste competitiedag naar het eerste kampioenschap in 18 jaar. Maar de weg naar die gouden zondag 14 mei was geen makkelijke. Aanvoerder Kuijt verloor zijn basisplaats en belandde tot zijn grote teleurstelling op de bank. Tijdens die turbulente tijd werden Kuijt en zijn gezin van dichtbij gevolgd door regisseur Deborah van Dam. Ze filmde de voetballer tijdens de wedstrijden, tijdens de invalbeurten en tijdens de uren op de reservebank. Ook volgde ze hem thuis, bij zijn toenmalige vrouw en zijn kinderen en reisde ze met hem mee naar z'n oude club Liverpool.

## Privéleven
Kuijt was getrouwd met zijn jeugdliefde, met wie hij vier kinderen kreeg. Op 6 juni 2020 maakte hij in De Telegraaf bekend na een huwelijk van zeventien jaar te gaan scheiden.
Kuijt trouwde op 9 december 2023 voor een tweede keer.

## Erelijst
Als speler
| Competitie          |            |            |            |            |
| Competitie          | Aantal     | Jaren      |            |            |
| FC Utrecht          | FC Utrecht | FC Utrecht | FC Utrecht | FC Utrecht |
| ------------------- | ---------- | ---------- | ---------- | ---------- |
| KNVB beker          | 1x         | 2002/03    |            |            |
| Liverpool           |            |            |            |            |
| Football League Cup | 1x         | 2011/12    |            |            |
| Fenerbahçe          |            |            |            |            |
| Süper Lig           | 1x         | 2013/14    |            |            |
| Türkiye Kupası      | 1x         | 2012/13    |            |            |
| Süper Kupa          | 1x         | 2014       |            |            |
| Feyenoord           |            |            |            |            |
| Eredivisie          | 1x         | 2016/17    |            |            |
| KNVB Beker          | 1x         | 2015/16    |            |            |

| Competitie                  | Winnaar   | Winnaar   | Runner-up | Runner-up | Derde     | Derde     |
| Competitie                  | Aantal    | Jaren     | Aantal    | Jaren     | Aantal    | Jaren     |
| Nederland                   | Nederland | Nederland | Nederland | Nederland | Nederland | Nederland |
| --------------------------- | --------- | --------- | --------- | --------- | --------- | --------- |
| Wereldkampioenschap voetbal |           |           | 1x        | 2010      | 1x        | 2014      |

Individueel
- Topscorer in de Eredivisie: 2005

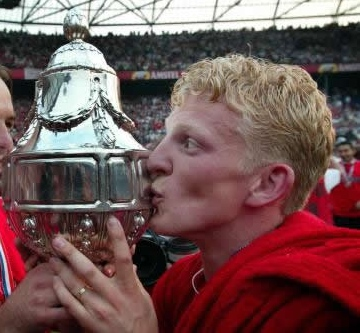
Dirk Kuijt kust de KNVB beker (2003)

- Beste speler van de Eredivisie: 2003 en 2006